# Paula Pequeno
Paula Renata Marques Pequeno, född 22 januari 1982 i Brasília, är en brasiliansk volleybollspelare. Pequeno blev olympisk guldmedaljör i volleyboll vid sommarspelen 2008 i Peking och vid sommarspelen 2012 i London.

## Klubbar
| År        | Klubb                                  |
| --------- | -------------------------------------- |
| 1994-1997 | ASBAC                                  |
| 1997-1998 | União Esporte Clube                    |
| 1998-1999 | Aché Clube                             |
| 1999-2009 | ADC Bradesco                           |
| 2009-2010 | VK Zaretje Odintsovo                   |
| 2010-2012 | Grêmio Recreativo e Esportivo Reunidas |
| 2012-2013 | Fenerbahçe SK                          |
| 2013-2017 | Brasília Vôlei Esporte Clube           |
| 2017-2018 | AV Bauru                               |
| 2018-2019 | Osasco Audax                           |